# Hello Future
「Hello Future」（ハローフューチャー）は、WEAVERの限定シングルである。2018年4月25日に発売された。

## 概要
A/Wツアーを経て構築されたアレンジに、2017年10月21日に行われたZepp Diver City公演で収録したオーディエンスの声が加わったことにより完成したシングルで、2018年4月25日以降に行われたライブの会場限定で500円という価格で販売された。
会場限定ということから、各音楽配信サービスではリリースされていなかったが、2019年3月6日に発売されたベスト・アルバム『ID 2』に収録されたことから、その収録曲として配信リリースされた。
収録曲は表題曲のみで、紙ジャケットの裏面に歌詞が記載されている。

## 収録曲
1. Hello Future
  - 作詞：河邉徹、作曲：杉本雄治